# Annie Chemla
Annie Chemla ou Annie Chemla-Lafay, née en 1947, est une militante des droits des femmes.

## Biographie
Annie Chemla grandit en Tunisie et arrive en France en 1969. Ses parents sont communistes,.
Elle poursuit des études de philosophie puis de logique mathématiques.
Annie Chemla est membre du Mouvement de libération des femmes (MLF) et du Mouvement pour la liberté de l’avortement et de la contraception (MLAC) de 1973 à 1980.
Sur le plan professionnel Annie Chemla fait toute sa carrière dans l'administration, d'abord au Ministère de l'Industrie puis au Ministère des Finances où elle commence à travailler en 1998. Elle est militante syndicale à la CFDT pendant la plus grande partie de sa vie professionnelle,.
Annie Chemla est spécialisée en ressources humaines (RH) et en comparaisons internationales en matière de gestion publique et de réformes de l’État. Après avoir été successivement conseil en orientation professionnelle puis responsable de la formation au management des cadres supérieurs et dirigeants du Ministère des Finances, elle est recrutée en 2005 comme cheffe du Département « Recherche, études et veille » de l'IGPDE, centre de formation du Ministère des Finances. Elle prend sa retraite en 2011.
En 2012, Annie Chemla enseigne à la Sorbonne dans le master formation continue « gestion des ressources humaines dans la fonction publique ».
En janvier 2024 paraît son récit autobiographique Nous l'avons fait. Récit d'une émancipation féministe, dans lequel Annie Chemla témoigne de son parcours de militante au sein du Mouvement pour la liberté de l’avortement et de la contraception (MLAC),.

## Publications
- Annie Chemla publie plusieurs articles dans la revue Cadres de la CFDT[11] ou dans des revues spécialisées en politiques publiques[9].

- Annie Chemla (préf. Lucile Ruault), Nous l’avons fait. Récit d’une libération féministe, Paris, éditions du détour, 2024, 184 p. (ISBN 978-2-38532-040-9)